# マイリス・ブリエディス
マイリス・ブリエディス（Mairis Briedis、 1985年1月13日 - ）は、ラトビアのプロボクサー、元プロキックボクサー。リガ出身。元WBC・IBF・WBO世界クルーザー級王者。
ラトビア人初のプロボクシング世界王者。

## 来歴
元々はキックボクサーで70戦以上のキックボクシングの戦績がある。主な戦績は2007年世界アマチュアキックボクシング選手権で3位、2008年ヨーロッパアマチュアキックボクシング選手権優勝。2002年から2010年まではラトビアのキックボクシング王者だった。

### アマチュア時代
2008年4月、オリンピックのヨーロッパ予選にヘビー級(91kg)で出場し準々決勝で敗退。

### プロ時代
2009年10月11日、リガのハンサ・スコラでラウリス・エアシァウスカスとヘビー級4回戦でボクシングデビュー（試合は4回判定勝ち）。
2013年11月22日、リエパーヤのオリンピック・ホールでルボス・スーダとIBA世界クルーザー級王座決定戦を行い、スーダが5回終了時に棄権しTKO勝ちとなり王座を獲得した。
2014年7月26日、リガのキプサラ・エキシビション・センターでジョーイ・ヴェガスとWBCバルティッククルーザー級王座決定戦を行い、9回1分9秒TKO勝ちを収め王座を獲得した。
2014年11月14日、イリエパーヤのオリンピック・ホールでスマイル・アブドウルと対戦し、12回3-0（120-108、120-109、120-110）の判定勝ちを収めIBA王座の初防衛に成功した。
2016年2月21日、リガのアリーナ・リガでダニー・ベンターとIBFインターコンチネンタルクルーザー級王座決定戦を行い、2回2分24秒TKO勝ちを収め王座を獲得した。
2016年5月14日、リガのアリーナ・リガでWBC世界クルーザー級シルバー王者のオランレワジャ・デュオドラと対戦し、9回2分58秒TKO勝ちを収め王座を獲得した。
2017年3月28日、トニー・ベリューの名誉王座認定に伴いIBO世界クルーザー級王者でWBC世界クルーザー級2位のマルコ・フックとWBC世界クルーザー級1位のブリエディスの間でWBC世界クルーザー級王座決定戦を行うよう指令を受けた。
2017年4月1日、ドルトムントのヴェストファーレンハーレンでIBO世界クルーザー級王者でWBC世界クルーザー級2位のマルコ・フックとWBC世界クルーザー級王座決定戦を行い、12回3-0（116-111、117-110、118-109）の判定勝ちを収めWBC王座の獲得、IBO王座の獲得に成功した。
2017年4月10日、WBCは2017年4月度の月間優秀選手賞に選出した。
2017年9月30日、リガのアリーナ・リガで行われたWorld Boxing Super Seriesクルーザー級準々決勝でWBC世界クルーザー級12位のマイク・ペレスと対戦し、12回3-0（116-110、115-111、114-112）の判定勝ちを収め初防衛に成功、WBSSの準決勝に進出した。準決勝ではWBO王者のオレクサンドル・ウシクとの統一戦となった。
2018年1月27日、リガのアリーナ・リガで行われたWBSSクルーザー級準決勝でWBO世界クルーザー級王者のオレクサンドル・ウシクと王座統一戦を行い、プロ初黒星となる12回0-2（113-115×2、114-114）の判定負けを喫しWBC王座は2度目の防衛に失敗し王座から陥落、WBO王座の獲得も失敗しWBSSの決勝進出を逃した。
2018年7月21日、ロシア・モスクワのオリンピック・スタジアムで行われたWBSSクルーザー級決勝戦オレクサンドル・ウシクvsムラト・ガシエフの前座でブランドン・デロリエと対戦し、10回3-0の判定勝ちを収め再起に成功した。
2018年8月29日、ブリエティスがWBSSクルーザー級第2シーズンの出場を発表し、第1シードとなった。
2018年11月10日、シカゴのUICパビリオンにて、WBSSクルーザー級第2シーズン準々決勝でノエル・ゲボールとWBC世界クルーザー級指名挑戦者決定戦を行う予定であったが、試合2日前にWBC世界クルーザー級ダイヤモンド王座決定戦に変更して行われ、12回3-0（114-112、115-111、116-110）の判定勝ちを収めWBSS準決勝に進出しダイヤモンド王座を獲得した。
2019年6月15日、アリーナ・リガにて、WBSSクルーザー級第2シーズン準決勝として、ウシクの返上したWBC世界クルーザー級王座決定戦とクシシュトフ・グウォヴァツキの保持するWBO世界クルーザー級王座の2つの王座を懸けて対戦する予定だったが、試合直前に詳細は不明ながらWBCがWBSS運営の怠慢を批判してWBC王座がこの試合に懸けられる承認を取り消したため、WBO王座のみが懸けられて試合が行われ、ブリエディスが3回TKO勝ちを収めWBSS決勝に進出しWBO王座を獲得した。しかし試合で、減点はされたもののグウォヴァツキがダウンするほどのブリエディスの反則の肘打ちがあり、それに加えて、レフェリーが2ラウンド終了のゴングを聞き逃して約10秒も時間をオーバーして試合を続行させ、しかもその間にブリエディスのクリーンヒットでグウォヴァツキがダウンするという、レフェリーの取り返しのつかないミスなどがあったため、試合後グウォヴァツキはWBOにノーコンテストへの試合結果変更を求め提訴した。
2019年10月26日、WBOは審理の結果、ブリエディスの反則の肘打ちは意図的なものであり、レフェリーの判断の誤りも何度かあったと確認。グウォヴァツキの要求したノーコンテストへの試合結果変更は、WBOにその権限がないので変更できないが、グウォヴァツキとブリエディスに120日以内に即時の再戦を命じて、もしブリエディスが即時の再戦を行わない場合はWBO王座を剥奪するとした。
2019年11月25日、ブリエディスがグウォヴァツキと再戦を行わずにWBSS決勝戦のユニエル・ドルティコスとの試合を優先させる決定を下した為、WBOはブリエディスの保持するWBO世界クルーザー級王座を剥奪した。
2020年3月21日、WBSS決勝戦としてユニエル・ドルティコスとの試合が決定していたが新型コロナウイルスの影響で5月16日に試合延期になった。
2020年5月16日、WBSS決勝戦としてユニエル・ドルティコスとの試合が決定していたが新型コロナウイルスの影響で2度目の延期になった。
2020年9月26日、ミュンヘンのプラザメディア・ブロードキャスティング・センターで行われたWBSSクルーザー級第2シーズン決勝でIBF世界クルーザー級王者のユニエル・ドルティコスと対戦。12回2-0（2者が117-111、114-114）の判定勝ちを収め王座獲得に成功しWBSSクルーザー級第2シーズン優勝を飾った。
2021年10月16日、リガのリガ・アリーナでアルツール・マンと対戦し、3回TKO勝ちで王座防衛した。
2022年1月11日、これまで何度も人気YouTuberのジェイク・ポールに対戦要求をしていたが無視をされていたため、自身の左脚の太ももに「ジェイクの悪いカルマ」と入れ墨を彫り改めて対戦要求を行った。
2022年4月6日、オーストラリアでジェイ・オペタイアとの対戦が決定していたが、ブリエディスが新型コロナウイルスに感染したため試合が延期になった。
2022年7月2日、ゴールドコーストのブゴールドコースト・コンベンション・アンド・エキシビション・センターでIBF世界クルーザー級3位のジェイ・オペタイアと対戦し、12回0-3（2者が112-116、113-115）の判定負けを喫し2度目の防衛に失敗、IBF王座とリングマガジン王座から陥落した。
2024年5月18日、約2年10カ月ぶりに試合を行いサウジアラビアリヤドのキングダム・アリーナで行われたタイソン・フューリー 対 オレクサンドル・ウシク戦の前座で、IBF世界クルーザー級王座決定戦およびリングマガジン世界同級タイトルマッチでIBF世界同級4位のジェイ・オペタイアと再戦するも、12回0-3（111-117、112-116×2）の判定負けを喫し王座返り咲きに失敗した。
2024年8月19日、現役引退を表明した。

## 戦績
- プロボクシング：31戦 28勝 (20KO) 3敗

| 戦           | 日付           | 勝敗 | 時間    | 内容    | 対戦相手                     | 国籍             | 備考                                                                               |
| ------------ | -------------- | ---- | ------- | ------- | ---------------------------- | ---------------- | ---------------------------------------------------------------------------------- |
| 1            | 2009年10月11日 | ☆    | 4R      | 判定3-0 | ラウリス・ラシロースカズ     | リトアニア       | プロデビュー戦                                                                     |
| 2            | 2010年6月12日  | ☆    | 1R 3:00 | TKO     | ガボル・ザサレク             | ハンガリー       |                                                                                    |
| 3            | 2011年6月2日   | ☆    | 1R      | TKO     | ジョシプ・ジャルシク         | クロアチア       |                                                                                    |
| 4            | 2011年10月8日  | ☆    | 2R 0:25 | KO      | アンドレス・ナグリス         | ラトビア         |                                                                                    |
| 5            | 2012年3月24日  | ☆    | 1R 2:50 | TKO     | ルスラン・シニアフスキー     | リトアニア       |                                                                                    |
| 6            | 2012年6月16日  | ☆    | 2R 1:07 | TKO     | ジョズセフ・ナジー           | ハンガリー       |                                                                                    |
| 7            | 2012年10月20日 | ☆    | 2R 2:38 | TKO     | マルコ・アンゲルマン         | ドイツ           |                                                                                    |
| 8            | 2013年3月23日  | ☆    | 2R 1:09 | TKO     | ダニー・ウィリアムズ         | イギリス         |                                                                                    |
| 9            | 2013年6月14日  | ☆    | 2R 2:41 | TKO     | ジョナサン・フェルトン       | アメリカ合衆国   |                                                                                    |
| 10           | 2013年7月5日   | ☆    | 8R      | 判定3-0 | ジェレミー・オアンナ         | フランス         |                                                                                    |
| 11           | 2013年11月22日 | ☆    | 5R 終了 | TKO     | ルボス・スダ                 | チェコ           | IBA世界クルーザー級王座決定戦                                                      |
| 12           | 2014年7月26日  | ☆    | 9R 1:09 | TKO     | ジョエイ・ベガス             | ウガンダ         | WBCバルト海クルーザー級王座決定戦                                                  |
| 13           | 2014年9月26日  | ☆    | 1R 1:45 | KO      | クサバ・フォール             | ハンガリー       |                                                                                    |
| 14           | 2014年11月14日 | ☆    | 12R     | 判定3-0 | イスマイル・アブドゥル       | ベルギー         | IBA防衛1                                                                           |
| 15           | 2015年4月10日  | ☆    | 4R 1:45 | TKO     | ビョルン・ブラシュケ         | ドイツ           |                                                                                    |
| 16           | 2015年6月28日  | ☆    | 2R 1:35 | TKO     | エムレ・アルティンタス       | ドイツ           |                                                                                    |
| 17           | 2015年8月22日  | ☆    | 5R 2:55 | KO      | マヌエル・チャー             | ドイツ           |                                                                                    |
| 18           | 2015年11月6日  | ☆    | 2R 1:37 | TKO     | ラズロ・ヒュバート           | ハンガリー       |                                                                                    |
| 19           | 2016年2月21日  | ☆    | 2R 2:24 | TKO     | ダニー・ベンター             | 南アフリカ共和国 | IBFインターコンチネンタルクルーザー級王座決定戦                                    |
| 20           | 2016年5月14日  | ☆    | 9R 2:58 | TKO     | オランレワジュ・デュロドラ   | ナイジェリア     | WBCシルバー・世界クルーザー級タイトルマッチ                                        |
| 21           | 2016年10月15日 | ☆    | 3R 2:36 | TKO     | サイモン・バリリー           | イギリス         |                                                                                    |
| 22           | 2017年4月1日   | ☆    | 12R     | 判定3-0 | マルコ・フック               | ドイツ           | IBO世界クルーザー級タイトルマッチ WBC世界クルーザー級暫定王座決定戦→正規王座に認定 |
| 23           | 2017年9月30日  | ☆    | 12R     | 判定3-0 | マイク・ペレス               | キューバ         | WBC防衛1                                                                           |
| 24           | 2018年1月27日  | ★    | 12R     | 判定0-2 | オレクサンドル・ウシク       | ウクライナ       | WBC・WBO世界クルーザー級王座統一戦 WBC陥落 / WBSS準決勝                            |
| 25           | 2018年7月21日  | ☆    | 10R     | 判定3-0 | ブランドン・デスローリアー   | ラトビア         |                                                                                    |
| 26           | 2018年11月10日 | ☆    | 12R     | 判定3-0 | ノエル・ゲボール             | ドイツ           | WBC世界クルーザー級ダイヤモンド王座決定戦                                          |
| 27           | 2019年6月15日  | ☆    | 3R 0:27 | TKO     | クシシュトフ・グウォヴァツキ | ポーランド       | WBO世界クルーザー級タイトルマッチ                                                  |
| 28           | 2020年9月26日  | ☆    | 12R     | 判定2-0 | ユニエル・ドルティコス       | キューバ         | IBF世界クルーザー級タイトルマッチ                                                  |
| 29           | 2021年10月16日 | ☆    | 3R 1:57 | TKO     | アルツール・マン             | ドイツ           | IBF防衛1                                                                           |
| 30           | 2022年7月2日   | ★    | 12R     | 判定0-3 | ジェイ・オペタイア           | オーストラリア   | IBF世界クルーザー級タイトルマッチ                                                  |
| 31           | 2024年5月18日  | ★    | 12R     | 判定0-3 | ジェイ・オペタイア           | オーストラリア   | IBF世界クルーザー級タイトルマッチ                                                  |
| テンプレート |                |      |         |         |                              |                  |                                                                                    |

## 獲得タイトル
- IBA世界クルーザー級王座
- WBCバルティッククルーザー級王座
- IBFインターコンチネンタルクルーザー級王座
- WBC世界クルーザー級シルバー王座
- WBC世界クルーザー級王座（防衛1）
- IBO世界クルーザー級王座
- WBC世界クルーザー級ダイヤモンド王座
- WBO世界クルーザー級王座（防衛0=剥奪）
- リングマガジン世界クルーザー級王座
- World Boxing Super Seriesクルーザー級第2シーズン優勝
- IBF世界クルーザー級王座（防衛1）